# Frank Velásquez
Francisco Hernando Velásquez Henríquez, conocido también como Francisco «Frank» Velásquez (Barra de Santiago, municipio de Jujutla, Ahuachapán, 12 de febrero de 1990) es un jugador salvadoreño de fútbol playa. En la Copa Mundial de Fútbol Playa FIFA 2011, fue considerado como el tercer mejor jugador del evento.

## Trayectoria
Concacaf
Debutó con la selección salvadoreña en el campeonato de Concacaf de 2009 en el que anotó cuatro goles, y adonde también logró el título regional. Para el torneo del año 2010, se proclamó campeón goleador con doce anotaciones, y se hizo acreedor del reconocimiento de jugador más valioso. En Bahamas 2013 se agenció ocho anotaciones.
Copas del Mundo
En copas del mundo, anotó dos goles en Dubái 2009; y en Rávena 2011 fue el tercer mejor anotador del evento con seis goles, entre los que destacaron las cuatro anotaciones contra la selección de Italia en los cuartos de final, uno de ellos en tiempo extra que decidió el resultado del juego a favor de los centroamericanos (6:5). Además, su primer gol en ese partido fue escogido como el mejor del torneo por parte de los usuarios de Fifa.com. Su destacada actuación fue reconocida con el Balón de bronce como el tercer mejor jugador del evento, adonde descolló «con su velocidad y su capacidad rematadora».
En Tahití 2013 anotó en dos ocasiones, todos en la primera ronda.
Otras participaciones
Su carrera comprende el Mundialito de Clubes de Fútbol Playa de 2011 con el conjunto Seattle Sounders. También ha participado en juegos con equipos de «fútbol once», como el CD Once Municipal  y otros de Guatemala.

## Vida personal
Velásquez es originario del cantón Barra de Santiago del municipio de Jujutla, en el que también habitan sus compañeros de selección nacional, Baudilio Guardado y Darwin Ramírez. En el año 2008 obtuvo el grado de Bachiller, y posteriormente inició la carrera de Licenciatura en Turismo.
Para el mes de diciembre de 2011, y durante un juego de exhibición, sufrió una rotura de ligamento cruzado anterior en la rodilla izquierda que lo mantuvo afuera de las canchas entre cinco y seis meses.

## Palmarés

### Campeonatos internacionales
| Competición                                | Equipo      | País        | Año              |
| ------------------------------------------ | ----------- | ----------- | ---------------- |
| Campeonato de Fútbol Playa de Concacaf (2) | El Salvador | El Salvador | 2009, 2021       |
| Copa Centroamericana de Fútbol Playa (3)   | El Salvador | El Salvador | 2014, 2016, 2018 |

### Distinciones individuales
| Distinción                                                      | Año  |
| --------------------------------------------------------------- | ---- |
| Goleador del Campeonato de Fútbol Playa de Concacaf (12 goles)  | 2010 |
| Jugador más valisoso del Campeonato de Fútbol Playa de Concacaf | 2010 |
| Balón de bronce de la Copa Mundial de Fútbol Playa de FIFA      | 2011 |
| Bota de bronce de la Copa Mundial de Fútbol Playa de FIFA       | 2011 |
| Mejor gol de la Copa Mundial de Fútbol Playa de FIFA            | 2011 |
| Mejor jugador de la Copa Centroamericana de Fútbol Playa        | 2014 |
| Goleador de la Copa Centroamericana de Fútbol Playa (8 goles)   | 2014 |
| Goleador de la Copa Pilsener de Fútbol Playa (6 goles)          | 2014 |
| Goleador del Campeonato de Fútbol Playa de Concacaf (15 goles)  | 2015 |
| Goleador del Campeonato de Fútbol Playa de Concacaf (11 goles)  | 2021 |